# Anita Lonsbrough
Anita Lonsbrough (York, 10 augustus 1941) is een Brits zwemmer.

## Biografie
Tijdens de British Empire and Commonwealth Games 1958 won Lonsbrough de gouden medaille op de 220y schoolslag en de 4x110y wisselslag.
Lonsbrough won tijdens de Olympische Zomerspelen van 1960 de gouden medaille medaille op de 200m schoolslag.
Zij won tijdens de British Empire and Commonwealth Games 1962 drie gouden medailles. Dat jaar werd zij als eerste vrouw gekozen als BBC Sports Personality of the Year.
Na haar zwemcarrière was zij vele jaren lang te horen als verslaggever op de BBC-radio. Zij is getrouwd met oud-wielrenner en verslaggever Hugh Porter.

## Internationale toernooien
| Jaar | Olympische Spelen                      | Europese kampioenschappen                             | Gemenebestspelen                                                        |
| ---- | -------------------------------------- | ----------------------------------------------------- | ----------------------------------------------------------------------- |
| 1958 |                                        | 200m schoolslag · 4x100m wisselslag                   | 220y schoolslag · 4x110y wisselslag                                     |
| 1959 |                                        |                                                       |                                                                         |
| 1960 | 200m schoolslag · 5e 4x100m wisselslag |                                                       |                                                                         |
| 1961 |                                        |                                                       |                                                                         |
| 1962 |                                        | 200m schoolslag · 400m wisselslag · 4x100m wisselslag | 110y schoolslag · 220y schoolslag · 440y wisselslag · 4x110y wisselslag |
| 1963 |                                        |                                                       |                                                                         |
| 1964 | 7e 400m wisselslag                     |                                                       |                                                                         |

1924: Lucy Morton ·
1928: Hilde Schrader ·
1932: Clare Dennis ·
1936: Hideko Maehata ·
1948: Nel van Vliet ·
1952: Éva Székely ·
1956: Ursula Happe ·
1960: Anita Lonsbrough ·
1964: Galina Prozoemensjtsjikova ·
1968: Sharon Wichman ·
1972: Beverley Whitfield ·
1976: Marina Kosjevaja ·
1980: Lina Kačiušytė ·
1984: Anne Ottenbrite ·
1988: Silke Hörner ·
1992: Kyoko Iwasaki ·
1996: Penelope Heyns ·
2000: Ágnes Kovács ·
2004: Amanda Beard ·
2008: Rebecca Soni ·
2012: Rebecca Soni ·
2016: Rie Kaneto ·
2020: Tatjana Schoenmaker ·
2024: Kate Douglass